# Кисснер, Хельма
Хельма Кисснер (нем. Helma Kissner (в замужестве Хельма Маас); род. 23 декабря 1923, Мронгово, Восточная Пруссия, Веймарская республика) — немецкая военная преступница периода Второй мировой войны.

## Биография
Хельма Кисснер родилась 23 декабря 1923 года в Зенсбурге, (Восточная Пруссия, Веймарская республика) в семье плотника и домохозяйки. У Хельмы было две сестры, одна из которых погибла в конце Второй мировой войны. В 1934 году Кисснер вступила в Союз немецких девушек, а в 1941 году была принята в НСДАП. В середине Второй мировой войны Кисснер обучилась на радистку. Затем, Хельма Кисснер была направлена в качестве радистки и связистки в женское вспомогательное подразделение при Ваффен СС.

### Пособничество военным преступлениям и дальнейшая жизнь
По данным центра Симона Визенталя Хельма Кисснер с 21 апреля по 7 июля 1944 года проходила службу в качестве радистки в Освенциме, где по роду своей работы имела доступ ко всем официальным документам и таким образом способствовала осуществлению массового уничтожения людей в лагере. Позже Кисснер была переведена в другой концлагерь — Нацвейлер-Штрутгоф, где и была арестована союзниками при его освобождении в ноябре 1944 года. Кисснер была интернирована и находилась в заключении до 18 июля 1948 года, после чего была освобождена и вернулась в Германию.
После освобождения Кисснер обосновалась в городе Киль, где вышла замуж за человека по фамилии Маас, взяв его фамилию при регистрации брака. В 2015 году, по запросу всё того же центра Симона Визенталя, немецкая прокуратура начала проводить расследование на предмет причастности Кисснер к совершению военных преступлений и преступлений против человечности во время её службы в Освенциме. Однако в сентябре 2016 года Кисснер была признана неподсудной в связи со старческой недееспособностью.